# Kommun- och regionvalet 2017 (Danmark)
Kommunal- och regionalvalet 2017 i Danmark hölls 21 november 2017. Det var det fjärde valet med det upplägg som infördes genom strukturreformen med val till kommunfullmäktige ("byråd") för Danmarks kommuner och regionsråd för Danmarks regioner. Valdeltagandet var 70,6 procent. Totalt valdes 2 432 politiker till kommunfullmäktigen och 205 till regionsråden.
Vid röstningen i Trekronerskolen i Roskilde skedde en oregelbundenhet då den senare folketingsmedlemmen Samira Nawas man hindrades att rösta. Då han skulle rösta var hans röstkort redan registrerat som använt åtta minuter tidigare, då de ännu inte var i röstlokalen och trots att det inte fanns i bunken med använda röstkort. Han valde att klaga till Indenrigsministeriet.

## Regionvalet

### Antal valda ledamöter
| Parti                           | Mandat | Skillnad |
| ------------------------------- | ------ | -------- |
| Socialdemokraterne (A)          | 70     | ▲ 3      |
| Venstre (V)                     | 54     | ▼ 8      |
| Dansk Folkeparti (O)            | 21     | ▼ 2      |
| Det Konservative Folkeparti (C) | 15     | ▬ 0      |
| Socialistisk Folkeparti (F)     | 14     | ▲ 4      |
| Enhedslisten (Ø)                | 13     | ▼ 2      |
| Det Radikale Venstre (B)        | 8      | ▬ 0      |
| Liberal Alliance (I)            | 5      | ▬ 0      |
| Alternativet (Alternativet) (Å) | 3      | Nytt     |
| Kristendemokraterne (K)         | 1      | ▲ 1      |
| Psykiatri-Listen (P)            | 1      | Nytt     |
| Total                           | 205    |          |

### Regionsrådsordförande
| Regionsrådsordförande efter valet | Regionsrådsordförande efter valet | Regionsrådsordförande efter valet | Regionsrådsordförande efter valet | Regionsrådsordförande efter valet |
| Region                            | Avgående                          | Avgående                          | Tillträdande                      | Tillträdande                      |
| --------------------------------- | --------------------------------- | --------------------------------- | --------------------------------- | --------------------------------- |
| Region Nordjylland                | Ulla Astman                       |                                   |                                   | Ulla Astman                       |
| Region Midtjylland                | Bent Hansen                       |                                   |                                   | Anders Kühnau                     |
| Region Syddanmark                 | Stephanie Lose                    |                                   |                                   | Stephanie Lose                    |
| Region Sjælland                   | Jens Stenbæk                      |                                   |                                   | Heino Knudsen                     |
| Region Hovedstaden                | Sophie Hæstorp Andersen           |                                   |                                   | Sophie Hæstorp Andersen           |

## Kommunalvalet

### Resultat för hela landet
Valdeltagandet var 70,8 % i genomsnitt för hela landet.
| Summa för alla de 98 kommunalvalen |                             |           |           |        |        |               |             |
| Parti                              | Parti                       | Röstandel | Röstandel | Mandat | Mandat | Kommuner      | Kommuner    |
| Parti                              | Parti                       | Procent   | +/-       | Antal  | +/-    | Ställde upp i | Valdes in i |
|                                    | Socialdemokratiet           | 32,42 %   | +2,91 %   | 842    | ▲ 69   | 98            | 98          |
|                                    | Venstre                     | 23,10 %   | -3,52 %   | 688    | ▼ 79   | 98            | 96          |
|                                    | Det Konservative Folkeparti | 8,79 %    | +0,24 %   | 225    | ▲ 20   | 98            | 79          |
|                                    | Dansk Folkeparti            | 8,74 %    | -1,38 %   | 223    | ▼ 32   | 98            | 91          |
|                                    | Enhedslisten                | 5,95 %    | -0,99 %   | 102    | ▼ 17   | 87            | 69          |
|                                    | SF                          | 5,72 %    | +0,09 %   | 126    | ▲ 10   | 96            | 78          |
|                                    | Det Radikale Venstre        | 4,62 %    | -0,24 %   | 80     | ▲ 18   | 91            | 55          |
|                                    | Alternativet                | 2,94 %    | Nytt      | 20     | ▲ 20   | 83            | 15          |
|                                    | Liberal Alliance            | 2,59 %    | -0,29 %   | 28     | ▼ 5    | 93            | 25          |
|                                    | Nye Borgerlige              | 0,92 %    | Nytt      | 1      | ▲ 1    | 61            | 1           |
|                                    | Kristendemokraterne         | 0,55 %    | +0,08 %   | 9      | ▲ 3    | 39            | 4           |
|                                    | Slesvigsk Parti             | 0,31 %    | +0,03 %   | 10     | ▲ 1    | 4             | 4           |
|                                    | Andre                       | 3,36 %    | -0,80 %   | 78     | ▼ 21   | 79            | 34          |
| Total                              | Total                       | 100,00 %  |           | 2432   | ▼ 12   |               |             |

| Parti                              | Kommun            | Röstandel        | Röstandel | Mandat | Mandat |
| Parti                              | Kommun            | Procent          | +/-       | Antal  | +/-    |
| ---------------------------------- | ----------------- | ---------------- | --------- | ------ | ------ |
| Blovstrød Listen                   | Allerød           | 4,7 %            | -0,2 %    | 1      | ▬ 0    |
| Det Nye Allerød                    | Allerød           | ställde inte upp | -9,1 %    | 0      | ▼ 2    |
| Vores Allerød                      | Allerød           | 5,4 %            | +5,4 %    | 1      | ▲ 1    |
| Borgerlisten                       | Billund           | 6,0 %            | +1,2 %    | 2      | ▲ 1    |
| Bornholmerlisten                   | Bornholm          | 5,8 %            | -1,0 %    | 1      | ▬ 0    |
| Borgerlisten                       | Brønderslev       | 6,6 %            | +0,3 %    | 2      | ▬ 0    |
| Tværpolitisk Forening              | Dragør            | 26,6 %           | +4,2 %    | 4      | ▲ 1    |
| Borgerlisten                       | Esbjerg           | 4,9 %            | +4,9 %    | 1      | ▲ 1    |
| Fanø Lokalliste                    | Fanø              | 16,7 %           | +1,8 %    | 2      | ▲ 1    |
| Miljølisten                        | Fanø              | 5,4 %            | -6,4 %    | 1      | ▼ 1    |
| Borgerlisten                       | Faxe              | 8,8 %            | +8,8 %    | 2      | ▼ 2    |
| Borgernes Stemme                   | Fredensborg       | 3,0 %            | -0,3 %    | 0      | ▼ 1    |
| Borgernes Liste Frederikssund      | Frederikssund     | 2,8 %            | -2,6 %    | 0      | ▼ 1    |
| nytgribskov                        | Gribskov          | 21,4 %           | +6,9 %    | 6      | ▲ 2    |
| Guldborgsundlisten                 | Guldborgsund      | 33,1 %           | +15,0 %   | 11     | ▲ 5    |
| Lokaldemokraterne                  | Helsingør         | 4,3 %            | -2,2 %    | 1      | ▬ 0    |
| Lokallisten                        | Hjørring          | 6,0 %            | -1,8 %    | 2      | ▬ 0    |
| Lokallisten - hele Holbæk kommun   | Holbæk            | 7,8 %            | +7,8 %    | 3      | ▲ 3    |
| Hvidovrelisten                     | Hvidovre          | 9,8 %            | -1,8 %    | 2      | ▼ 1    |
| Lokallisten Høje-Taastrup          | Høje-Taastrup     | 3,3 %            | +3,3 %    | 1      | ▲ 1    |
| Fælleslisten Ikast-Brande          | Ikast-Brande      | 8,4 %            | +8,4 %    | 2      | ▼ 3    |
| Dit Jammerbugt - Din Borgerliste   | Jammerbugt        | 3,2 %            | -0,1 %    | 1      | ▬ 0    |
| Borgerlisten                       | Kerteminde        | 6,4 %            | -14,6 %   | 1      | ▼ 5    |
| Din Stemme                         | Lolland           | 7,8 %            | +7,8 %    | 2      | ▲ 2    |
| Lokallisten Lolland                | Lolland           | 9,7 %            | +4,3 %    | 2      | ▲ 1    |
| Læsø Listen                        | Læsø              | 19,2 %           | -5,7 %    | 2      | ▬ 0    |
| Demokratisk Balance                | Morsø             | 5,8 %            | -14,3 %   | 1      | ▼ 3    |
| Borgerlisten Norddjurs             | Norddjurs         | 3,0 %            | -5,0 %    | 0      | ▼ 2    |
| Odsherred Listen                   | Odsherred         | 3,6 %            | -3,2 %    | 1      | ▼ 1    |
| Beboerlisten                       | Randers           | 5,0 %            | -4,4 %    | 1      | ▼ 2    |
| Velfærdslisten                     | Randers           | 4,0 %            | +0,1 %    | 1      | ▬ 0    |
| Den Sociale Fællesliste - Rebild   | Rebild            | 15,7 %           | +3,8 %    | 4      | ▲ 1    |
| Oplandslisten                      | Rebild            | 1,8 %            | -6,8 %    | 0      | ▼ 2    |
| Fjordlisten                        | Ringkøbing-Skjern | 3,2 %            | -0,5 %    | 1      | ▬ 0    |
| Lokallisten                        | Rudersdal         | 11,6 %           | -6,5 %    | 3      | ▼ 1    |
| Fælleslisten Samsø                 | Samsø             | 6,1 %            | -6,1 %    | 0      | ▼ 1    |
| Skive-Listen                       | Skive             | 8,8 %            | +8,8 %    | 2      | ▲ 1    |
| Grundejerne                        | Solrød            | 3,7 %            | -5,7 %    | 1      | ▼ 1    |
| Havdruplisten                      | Solrød            | 6,9 %            | -1,5 %    | 1      | ▬ 0    |
| Nyt Stevns                         | Stevns            | 12,4 %           | +12,4 %   | 2      | ▲ 2    |
| Stevnslisten                       | Stevns            | ställde inte upp | -4,5 %    | 0      | ▼ 1    |
| Svendborg Lokalliste               | Svendborg         | 1,3 %            | -1,4 %    | 0      | ▼ 1    |
| Tværsocialistisk Liste i Svendborg | Svendborg         | 2,6 %            | -0,9 %    | 0      | ▼ 1    |
| Fælleslisten                       | Sønderborg        | 3,3 %            | -3,6 %    | 1      | ▼ 1    |
| Borgerlisten                       | Tønder            | 4,4 %            | +4,4 %    | 1      | ▲ 1    |
| Lokallisten 2017                   | Varde             | 8,7 %            | +8,7 %    | 2      | ▲ 2    |
| VestHimmerlandsListen              | Vesthimmerland    | 5,6 %            | +5,6 %    | 1      | ▲ 1    |
| Ærø Plus                           | Ærø               | 10,4 %           | -4,0 %    | 1      | ▬ 0    |
| Ærøs Fremtid                       | Ærø               | 10,2 %           | -2,5 %    | 1      | ▬ 0    |
| Total                              | Total             | Total            | Total     | 78     | ▼ 21   |

### Borgmästare per parti efter valet
| Borgmästare efter valet |                             |       |      |
| Parti                   | Parti                       | Antal | +/-  |
|                         | Socialdemokratiet           | 471   | ▲ 14 |
|                         | Venstre                     | 37    | ▼ 11 |
|                         | Det Konservative Folkeparti | 8     | ▼ 5  |
|                         | Dansk Folkeparti            | 1     | ▲ 1  |
|                         | Socialistisk Folkeparti     | 1     | ▬    |
|                         | Det Radikale Venstre        | 1     | ▬    |
|                         | Alternativet                | 1     | ▲1   |
|                         | Guldborgsundlisten          | 1     | ▬    |
|                         | Nyt Gribskov                | 1     | ▲ 1  |
|                         | Liberal Alliance            | 01    | ▬    |
|                         | Nyt Stevns                  | 0     | ▼ 1  |
|                         | Læsø Listen                 | 0     | ▼ 1  |

1) Enligt konstitueringsavtalet skulle Socialdemokratiet få borgmästarposten i Slagelse under 2018 och 2019 och Liberal Alliance under 2020 och 2021 (om de så önskade). Enligt ett meddelande i juni 2019 framgick det att Socialdemokratiet skulle behålla borgmästareposten hela mandatperioden.

#### Borgmästare före och efter valet
De nya borgmästarna tillträdde 1 januari 2018. Kommunerna skulle senast hålla konstituerande kommunfullmäktigemöte 15 december 2017.
| Borgmästare före och efter valet |                           |                      |                          |                             |
| kommun                           | Avgående borgmästare      | Avgående borgmästare | Tillträdande borgmästare | Tillträdande borgmästare    |
| Albertslund kommun               | Steen Christiansen        |                      |                          | Steen Christiansen          |
| Allerød kommun                   | Jørgen Johansen           |                      |                          | Karsten Längerich           |
| Assens kommun                    | Søren Steen Andersen      |                      |                          | Søren Steen Andersen        |
| Ballerup kommun                  | Jesper Würtzen            |                      |                          | Jesper Würtzen              |
| Billund kommun                   | Ib Kristensen             |                      |                          | Ib Kristensen               |
| Bornholms Regionskommun          | Winni Grosbøll            |                      |                          | Winni Grosbøll              |
| Brøndby kommun                   | Kent Max Magelund         |                      |                          | Kent Max Magelund           |
| Brønderslev kommun               | Mikael Klitgaard          |                      |                          | Mikael Klitgaard            |
| Dragør kommun                    | Eik Dahl Bidstrup         |                      |                          | Eik Dahl Bidstrup           |
| Egedal kommun                    | Karsten Søndergaard       |                      |                          | Karsten Søndergaard         |
| Esbjerg kommun                   | Johnny Søtrup             |                      |                          | Jesper Frost Rasmussen      |
| Fanø kommun                      | Erik Nørreby              |                      |                          | Sofie Valbjørn              |
| Favrskov kommun                  | Nils Borring              |                      |                          | Nils Borring                |
| Faxe kommun                      | Knud Erik Hansen          |                      |                          | Ole Vive                    |
| Fredensborg kommun               | Thomas Lykke Pedersen     |                      |                          | Thomas Lykke Pedersen       |
| Fredericia kommun                | Jacob Bjerregaard         |                      |                          | Jacob Bjerregaard           |
| Frederiksberg kommun             | Jørgen Glenthøj           |                      |                          | Jørgen Glenthøj             |
| Frederikshavn kommun             | Birgit Stenbak Hansen     |                      |                          | Birgit Stenbak Hansen       |
| Frederikssund kommun             | John Schmidt Andersen     |                      |                          | John Schmidt Andersen       |
| Furesø kommun                    | Ole Bondo Christensen     |                      |                          | Ole Bondo Christensen       |
| Faaborg-Midtfyn kommun           | Christian Thygesen        |                      |                          | Hans Stavnsager             |
| Gentofte kommun                  | Hans Toft                 |                      |                          | Hans Toft                   |
| Gladsaxe kommun                  | Trine Græse               |                      |                          | Trine Græse                 |
| Glostrup kommun                  | John Engelhardt           |                      |                          | John Engelhardt             |
| Greve kommun                     | Pernille Beckmann         |                      |                          | Pernille Beckmann           |
| Gribskov kommun                  | Kim Valentin              |                      |                          | Anders Gerner Frost         |
| Guldborgsund kommun              | John Brædder              |                      |                          | John Brædder                |
| Haderslev kommun                 | Hans Peter Geil           |                      |                          | Hans Peter Geil             |
| Halsnæs kommun                   | Steen Hasselriis          |                      |                          | Steffen Jensen              |
| Hedensted kommun                 | Kirsten Terkilsen         |                      |                          | Kasper Glyngø               |
| Helsingør kommun                 | Benedikte Kiær            |                      |                          | Benedikte Kiær              |
| Herlev kommun                    | Thomas Gyldal Petersen    |                      |                          | Thomas Gyldal Petersen      |
| Herning kommun                   | Lars Krarup               |                      |                          | Lars Krarup                 |
| Hillerød kommun                  | Dorte Meldgaard           |                      |                          | Kirsten Jensen              |
| Hjørring kommun                  | Arne Boelt                |                      |                          | Arne Boelt                  |
| Holbæk kommun                    | Søren Kjærsgaard          |                      |                          | Christina Krzyrosiak Hansen |
| Holstebro kommun                 | H.C. Østerby              |                      |                          | H.C. Østerby                |
| Horsens kommun                   | Peter Sørensen            |                      |                          | Peter Sørensen              |
| Hvidovre kommun                  | Helle Moesgaard Adelborg  |                      |                          | Helle Moesgaard Adelborg    |
| Høje-Taastrup kommun             | Michael Ziegler           |                      |                          | Michael Ziegler             |
| Hørsholm kommun                  | Morten Slotved            |                      |                          | Morten Slotved              |
| Ikast-Brande kommun              | Carsten Kissmeyer         |                      |                          | Ib Boye Lauritsen           |
| Ishøj kommun                     | Ole Bjørstorp             |                      |                          | Ole Bjørstorp               |
| Jammerbugt kommun                | Mogens Gade               |                      |                          | Mogens Gade                 |
| Kalundborg kommun                | Martin Damm               |                      |                          | Martin Damm                 |
| Kerteminde kommun                | Hans Luunbjerg            |                      |                          | Kasper Olesen               |
| Kolding kommun                   | Jørn Pedersen             |                      |                          | Jørn Pedersen               |
| Köpenhamns kommun                | Frank Jensen              |                      |                          | Frank Jensen                |
| Køge kommun                      | Flemming Christensen      |                      |                          | Marie Stærke                |
| Langeland kommun                 | Bjarne Nielsen            |                      |                          | Tonni Hansen                |
| Lejre kommun                     | Carsten Rasmussen         |                      |                          | Carsten Rasmussen           |
| Lemvig kommun                    | Erik Flyvholm             |                      |                          | Erik Flyvholm               |
| Lolland kommun                   | Holger Schou Rasmussen    |                      |                          | Holger Schou Rasmussen      |
| Lyngby-Taarbæk kommun            | Sofia Osmani              |                      |                          | Sofia Osmani                |
| Læsø kommun                      | Tobias Birch Johansen     |                      |                          | Karsten Nielsen             |
| Mariagerfjord kommun             | Mogens Jespersen          |                      |                          | Mogens Jespersen            |
| Middelfart kommun                | Johannes Lundsfryd Jensen |                      |                          | Johannes Lundsfryd Jensen   |
| Morsø kommun                     | Hans Ejner Bertelsen      |                      |                          | Hans Ejner Bertelsen        |
| Norddjurs kommun                 | Jan Petersen              |                      |                          | Jan Petersen                |
| Nordfyns kommun                  | Morten Andersen           |                      |                          | Morten Andersen             |
| Nyborg kommun                    | Kenneth Muhs              |                      |                          | Kenneth Muhs                |
| Næstved kommun                   | Carsten Rasmussen         |                      |                          | Carsten Rasmussen           |
| Odder kommun                     | Uffe Jensen               |                      |                          | Uffe Jensen                 |
| Odense kommun                    | Peter Rahbæk Juel         |                      |                          | Peter Rahbæk Juel           |
| Odsherred kommun                 | Thomas Adelskov           |                      |                          | Thomas Adelskov             |
| Randers kommun                   | Claus Omann Jensen        |                      |                          | Torben Hansen               |
| Rebild kommun                    | Leon Sebbelin             |                      |                          | Leon Sebbelin               |
| Ringkøbing-Skjern kommun         | Iver Enevoldsen           |                      |                          | Hans Østergaard             |
| Ringsted kommun                  | Henrik Hvidesten          |                      |                          | Henrik Hvidesten            |
| Roskilde kommun                  | Joy Mogensen              |                      |                          | Joy Mogensen                |
| Rudersdal kommun                 | Jens Ive                  |                      |                          | Jens Ive                    |
| Rødovre kommun                   | Erik Nielsen              |                      |                          | Erik Nielsen                |
| Samsø kommun                     | Marcel Meijer             |                      |                          | Marcel Meijer               |
| Silkeborg kommun                 | Steen Vindum              |                      |                          | Steen Vindum                |
| Skanderborg kommun               | Jørgen Gaarde             |                      |                          | Jørgen Gaarde               |
| Skive kommun                     | Peder Chr. Kirkegaard     |                      |                          | Peder Chr. Kirkegaard       |
| Slagelse kommun                  | Sten Knuth                |                      |                          | John Dyrby Paulsen          |
| Solrød kommun                    | Niels Emil Hörup          |                      |                          | Niels Emil Hörup            |
| Sorø kommun                      | Gert Jørgensen            |                      |                          | Gert Jørgensen              |
| Stevns kommun                    | Mogens Haugaard Nielsen   |                      |                          | Anette Mortensen            |
| Struer kommun                    | Mads Jakobsen             |                      |                          | Niels Viggo Lynghøj         |
| Svendborg kommun                 | Lars Erik Hornemann       |                      |                          | Bo Hansen                   |
| Syddjurs kommun                  | Claus Wistoft             |                      |                          | Ole Bollesen                |
| Sønderborg kommun                | Erik Lauritzen            |                      |                          | Erik Lauritzen              |
| Thisted kommun                   | Lene Kjelgaard Jensen     |                      |                          | Ulla Vestergaard            |
| Tønder kommun                    | Henrik Frandsen           |                      |                          | Henrik Frandsen             |
| Tårnby kommun                    | Henrik Zimino             |                      |                          | Allan Andersen              |
| Vallensbæk kommun                | Henrik Rasmussen          |                      |                          | Henrik Rasmussen            |
| Varde kommun                     | Erik Buhl                 |                      |                          | Erik Buhl                   |
| Vejen kommun                     | Egon Fræhr                |                      |                          | Egon Fræhr                  |
| Vejle kommun                     | Jens Ejner Christensen    |                      |                          | Jens Ejner Christensen      |
| Vesthimmerland kommun            | Knud Vældgaard Kristensen |                      |                          | Per Bach Laursen            |
| Viborg kommun                    | Torsten Nielsen           |                      |                          | Ulrik Wilbek                |
| Vordingborg kommun               | Michael Seiding Larsen    |                      |                          | Mikael Smed                 |
| Ærø kommun                       | Jørgen Otto Jørgensen     |                      |                          | Ole Wej Petersen            |
| Aabenraa kommun                  | Thomas Andresen           |                      |                          | Thomas Andresen             |
| Ålborg kommun                    | Thomas Kastrup-Larsen     |                      |                          | Thomas Kastrup-Larsen       |
| Århus kommun                     | Jacob Bundsgaard          |                      |                          | Jacob Bundsgaard            |

### Flest personröster

#### Antal röster
De fem kandidater med högst antal personröster komma alla från Socialdemokratiet. Det beror på att partiet är starkt i de större kommunerna (de fyra första på listan kommer från de fyra största kommunerna):
| Namn                  | Parti             | Kommun    | Personröster | Röstandel (av giltiga röster) |
| --------------------- | ----------------- | --------- | ------------ | ----------------------------- |
| Jacob Bundsgaard      | Socialdemokratiet | Århus     | 39 841       | ca. 21,0 %                    |
| Frank Jensen          | Socialdemokratiet | Köpenhamn | 30 637       | ca. 10,2 %                    |
| Thomas Kastrup-Larsen | Socialdemokratiet | Ålborg    | 29 498       | ca. 25,7 %                    |
| Peter Rahbæk Juel     | Socialdemokratiet | Odense    | 28 425       | ca. 25,5 %                    |
| Joy Mogensen          | Socialdemokratiet | Roskilde  | 14 961       | ca. 30,1 %                    |

#### Röstandel
De person fick störst andel av rösterna var de nedanstående: 
| Namn                   | Parti                       | Kommun               | Antal personröster | Röstandel (av giltiga röster) |
| ---------------------- | --------------------------- | -------------------- | ------------------ | ----------------------------- |
| Birgit S. Hansen       | Socialdemokratiet           | Frederikshavn kommun | 14.843             | 42,8 %                        |
| Hans Toft              | Det Konservative Folkeparti | Gentofte kommun      | 14.926             | 36,9 %                        |
| Michael Ziegler        | Det Konservative Folkeparti | Høje-Taastrup kommun | 9.111              | 36,2 %                        |
| Jacob Bjerregaard      | Socialdemokratiet           | Fredericia kommun    | 9.574              | 34,1 %                        |
| Thomas Gyldal Petersen | Socialdemokratiet           | Herlev kommun        | 4.791              | 32,2 %                        |